# ФК Ливърпул Резерви
Ливърпул (резерви) е резервният отбор на Ливърпул. Те играят във Висшата лига за резерви (север), където стават шампиони през 2000 г. Мениджър на отбора е Гари Аблит, който беше назначен през лятото на 2006 г.

## Текущ състав
| - Петер Гулаши - Мартин Хансен - Дейвид Мартин - Стивън Дарби - Джак Хобс (капитан) - Роналд Хут - Роби Трелфол | - Райън Кроутър - Франсиско Дюран - Райън Флин - Себастиан Лето - Рей Пътрил - Джей Спиъринг - Жорди Броувер | - Набил Ел Жар - Бешиан Идрижай - Антони Льо Талек - Крейг Линдфийлд - Крисчан Немет - Андраш Симон - Дамиен Плези |

## Юноши до 18-годишна възраст (Сезон 2007 – 2008)
| - Джош Мимс - Дийн Бузанис - Крис Олдфийлд - Джон Раутлидж - Джо Кенеди - Майкъл Бърнс - Джими Райън | - Астрид Айдаревич - Мейтън Аланг - Шейн О'Конър - Бен Пърсонейдж - Шон Хайдейл - Стивън Ъруин - Александър Кацаниклич | - Гари Макай Стивън - Майкъл Колинс - Майкъл Скот - Дейвид Аму - Нейтън Екълстоун - Дани Пачеко - Марвин Пури |